# ジョセフ・フォスター (系譜学者)
ジョセフ・フォスター（英語: Joseph Foster、1844年3月9日 – 1905年7月29日）は、イギリスの系譜学者。オックスフォード大学とロンドンの法曹院の記録を出版しており、これらの記録は現代でも重要な史料となっている。

## 生涯
ジョセフ・フォスター（Joseph Foster）とエリザベス・テイラー（Elizabeth Taylor）の長男として、1844年3月9日にサンダーランドのサンニサイドで生まれ、早くから系譜学に興味を持った。最初はロンドンで出版業界に入ったが、同時に系譜学の研究も行い、数人のヘラルド・オブ・アームズ（中級紋章官）と知り合った。1862年にはじめて自身の先祖にあたるクエーカーについての著作を発表した後、イングランド北部の家族史を研究した。
ジョセフ・フォスターの著作のうち、現代の歴史学者でも使用するのは法曹院の会員登録記録（1885年、『法廷弁護士』として出版）と1500年から1886年までのオックスフォード大学入学記録（1887年と1891年の2回にかけて、『オックスフォード大学同窓生名簿』として出版した）である。『オックスフォード大学同窓生名簿』の出版により、フォスターは1892年にオックスフォード大学から名誉M.A.学位を授与された。フォスターは「学究的な古物収集家ではないが、系譜学と紋章学のデータを転写、収集する者としての精力は並ぶ者が少ない」と評価されている。
1905年、セント・ジョンズ・ウッドの自宅で死去、ケンサル・グリーン墓地に埋葬された。

## 家族
1869年8月12日にキャサリン・クラーク（Catherine Clark）と結婚、2男3女をもうけた。

## 著作
本節の出典は。
- Some Account of the Pedigree of the Forsters of Cold Hesledon, Co. Durham (1862)
- The King of Arms (1871)
- A Pedigree of the Forsters and Fosters of the North of England, and of some of the families connected with them (1871)
- Lancashire County Families (1873)
- Yorkshire County Families (3 volumes) (1874)
- (editor) Visitations of Yorkshire by Robert Glover (1875)
- (with Edward Bellasis) Peerage, Baronetage and Knightage (1879)
- Men-at-the-Bar (1885)
- London Marriage Licences (1521–1869) (1887)
- Alumni Oxonienses (1715–1886) (1887, 4巻)
- The register of admissions to Gray's Inn (1557–1859), together with … marriages in Gray's Inn Chapel (1889)
- Index ecclesiasticus, or, Alphabetical lists of all ecclesiastical dignitaries in England and Wales since the Reformation (1890)
- Alumni Oxonienses (1500–1714) (1891, 4巻)
- Pease of Darlington (1891)
- Oxford Men and their Colleges (1893)
- Concerning the Beginnings ... of Heraldry as Related to untitled Persons (1887)
- Some Feudal Coats of Arms (1902)